# Brachidontes subramosus
Brachidontes subramosus is een tweekleppigensoort uit de familie van de Mytilidae. De wetenschappelijke naam van de soort is voor het eerst geldig gepubliceerd in 1843 door Hanley.